# Bělbožice
Bělbožice (Duits: Belbowitz of Welbowitz) is een Tsjechische plaats in de gemeente Šípy in de regio Midden-Bohemen en maakt deel uit van het district Rakovník.
Bělbožice telt 40 inwoners.

## Geschiedenis
De eerste schriftelijke vermelding van het dorp dateert van 1406.
Tussen 1850 en 1979 en sinds 24 november 1990 maakte het dorp deel uit van de gemeente Šípy. Van 1 januari 1980 tot 23 november 1990 maakte het samen met de gemeente Šípy deel uit van de gemeente Čistá.

## Galerij

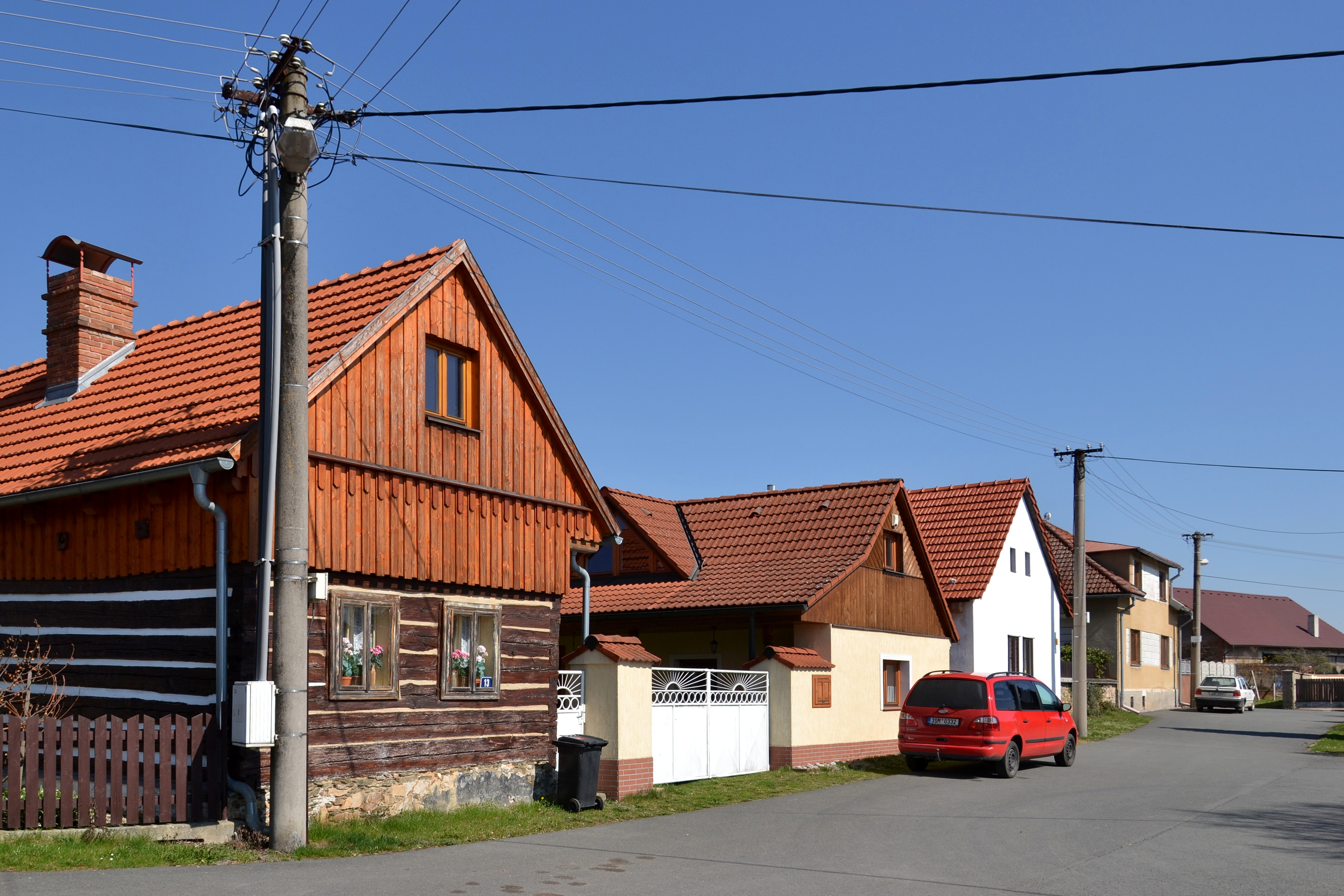
Huizen aan de noordkant van het dorp
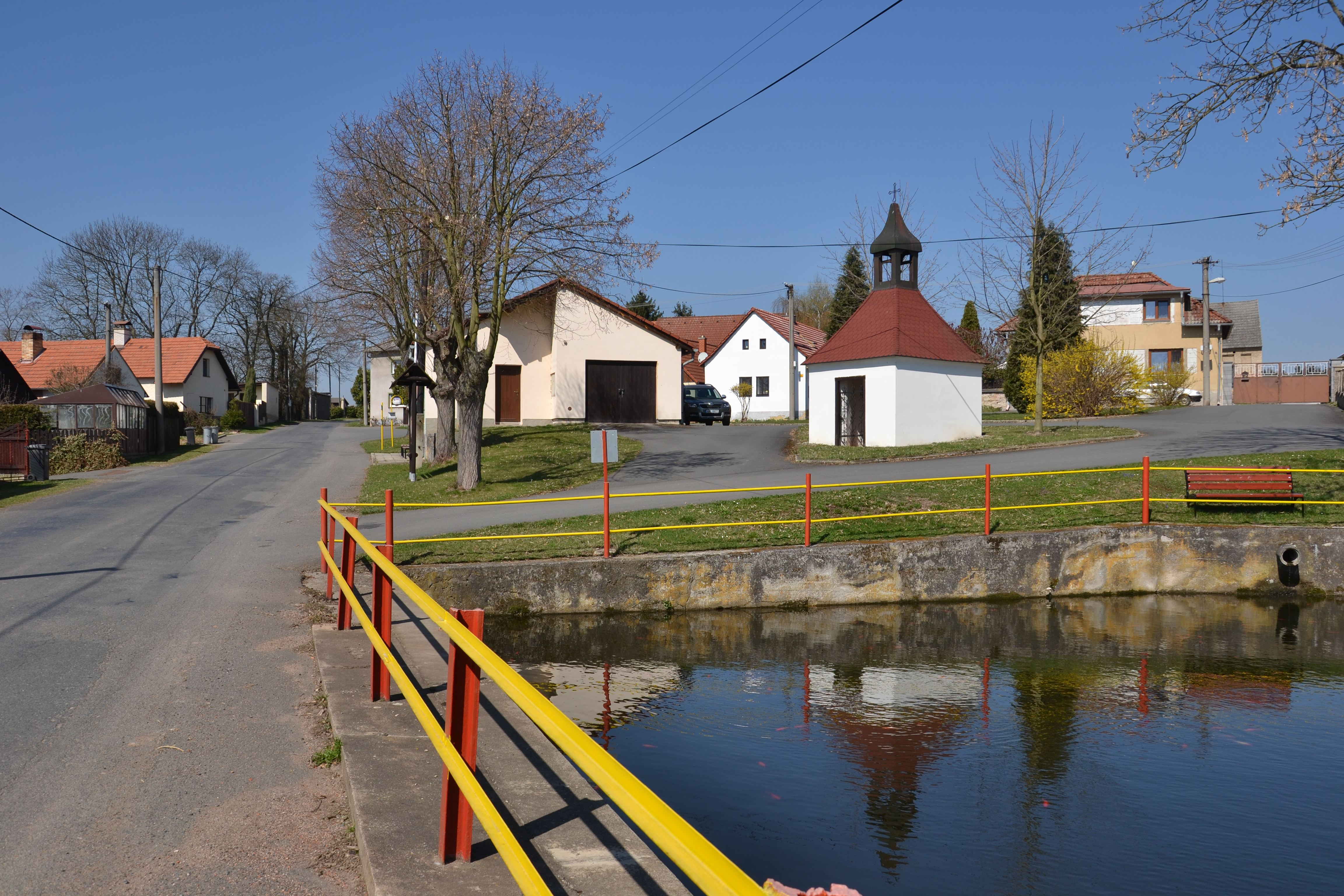
Dorpsplein met water en kapelletje (1)
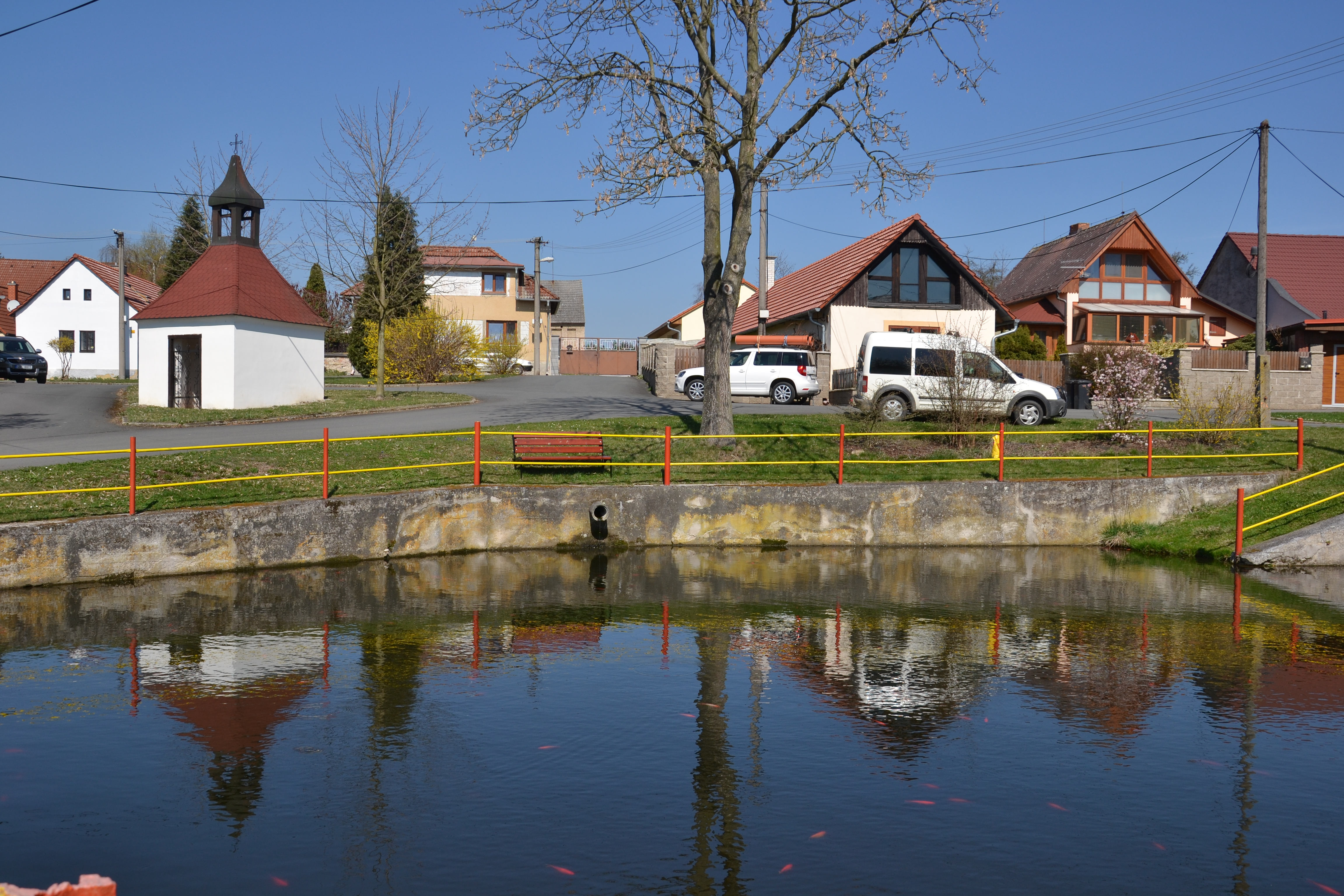
Dorpsplein met water en kapelletje (2)